# Reed-Sternberg-celler
Reed-Sternberg-celler är namnet på de stora maligna celler som förekommer vid cancersjukdomen Hodgkins lymfom. Dessa celler uppkommer från omvandlande B-celler och kännetecknas av en dubbel kärna med tydlig nukleol. Det som särskiljer den histologiska bilden av Hodgkins lymfom från andra cancersjukdomar är att den maligna cellen endast utgör ca 1-10% av den sjuka vävnaden, medan omgivande celler utgörs av en blandning inflammatoriska celler; lymfocyter (främst CD4+ T-celler), plasmaceller, neutrofiler, eosinofiler, histiocyter och fibroblaster.
Namnet Reed-Sternberg-celler kommer från de forskare som först beskrev dem: Carl Sternberg 1898 och Dorothy Reed 1902.